# Arida, Libanon
Arida (arapski: العريضة) je selo u sjevernom Libanonu, na sirijskoj granici, na ušću rijeke Nahr al-Kabir al-Janoubi. Nalazi se u okrugu Akkar u guberniji Akkar. Njegovi stanovnici su sunitski muslimani. Pored naselja je granični prijelaz Arida, obalni granični prijelaz između Libanona i Sirije.